# Nguyễn Chí Thành (giám đốc công an)
Nguyễn Chí Thành (sinh năm 1956 tại tỉnh Bà Rịa – Vũng Tàu) là một Trung tướng Công an nhân dân Việt Nam. Ông từng giữ chức vụ Giám đốc Công an Thành phố Hồ Chí Minh (2010–2015).

## Xuất thân và giáo dục
Nguyễn Chí Thành sinh năm 1956 tại tỉnh Bà Rịa – Vũng Tàu.

## Sự nghiệp
Năm 2007, ông là Đại tá, Phó Giám đốc Công an Thành phố Hồ Chí Minh.
Ngày 6 tháng 8 năm 2010, ông được bổ nhiệm làm Giám đốc Công an Thành phố Hồ Chí Minh, thay cho Thiếu tướng Nguyễn Chí Dũng được điều động giữ chức vụ Phó Tổng cục trưởng Tổng cục An ninh II, Bộ Công an.
Tháng 4 năm 2015, Thiếu tướng Nguyễn Chí Thành (59 tuổi), Ủy viên Ban Thường vụ Thành ủy Thành phố Hồ Chí Minh, Bí thư Đảng ủy Công an Thành phố Hồ Chí Minh, Giám đốc Công an Thành phố Hồ Chí Minh được Chủ tịch nước Trương Tấn Sang thăng cấp bậc hàm Trung tướng Công an nhân dân Việt Nam.
Ngày 28 tháng 9 năm 2015, ông nghỉ hưu. Thay thế ông làm Giám đốc Công an Thành phố Hồ Chí Minh là Thiếu tướng Lê Đông Phong, Phó Giám đốc Công an Thành phố Hồ Chí Minh.

## Phong tặng

### Quân hàm
- Thiếu tướng Công an nhân dân Việt Nam
- Trung tướng Công an nhân dân Việt Nam (2015)